# Селищенська сільська рада (Овруцький район)
Селищенська сільська рада — колишня адміністративно-територіальна одиниця та орган місцевого самоврядування у Овруцькому районі Коростенської і Волинської округ, Київської та Житомирської областей Української РСР з адміністративним центром у селі Селище.

## Населені пункти
Сільській раді на час ліквідації були підпорядковані населені пункти:
- с. Селище.

## Історія та адміністративний устрій
Створена 21 жовтня 1925 року у складі с. Селище, хутора Чернещина та частини хутора Гусарів Гладковицької сільської ради Овруцького району Коростенської округи. Станом на 1 жовтня 1941 року х. Чернещина та частина х. Гусарів не значилися на обліку населених пунктів.
Станом на 1 вересня 1946 року сільська рада входила до складу Овруцького району Житомирської області, на обліку в раді перебувало с. Селище.
Ліквідована 11 серпня 1954 року, відповідно до указу Президії Верховної ради Української РСР «Про укрупнення сільських рад по Житомирській області», територію ради та с. Селище приєднано до складу Гладковицької сільської ради Овруцького району Житомирської області.